# Édouard Roger-Vasselin
Édouard Roger-Vasselin (Gennevilliers, 28 novembre 1983) è un tennista francese.

## Biografia
È figlio di Christophe Roger-Vasselin, semifinalista al Roland Garros 1983.
Grazie alla wild-card ottenuta per il Roland Garros del 2007, partecipa per la prima volta a un torneo di singolare del Grande Slam e arriva al terzo turno sconfiggendo Marcos Daniel e Radek Štěpánek. Un mese dopo raggiunge il terzo turno anche a Wimbledon con i successi su Benjamin Becker e Juan Ignacio Chela. Grazie a questi risultati entra nella top 100 e ottiene l'accesso ai tornei dell'ATP Tour.
Ha ottenuto i suoi migliori risultati in doppio, vincendo il Roland Garros 2014 con Julien Benneteau e raggiungendo le finali di Wimbledon nel 2016 con Benneteau e nel 2019 con Nicolas Mahut e la finale alle ATP Finals 2020 con Jürgen Melzer. Vanta inoltre 3 titoli Masters 1000: Cincinnati 2015 con Daniel Nestor, Miami 2023 e Parigi-Bercy 2023 con Santiago González. I suoi best ranking sono la 35ª posizione in singolare e la 6ª in doppio, entrambe raggiunte nel 2014. In doppio misto ha vinto il Roland Garros 2024, in coppia con Laura Siegemund, e ha raggiunto la finale agli US Open 2022 con Kirsten Flipkens.

## Statistiche

### Singolare

#### Finali perse (2)
| Legenda                  |
| Grande Slam (0)          |
| ATP Finals (0)           |
| ATP Tour Master 1000 (0) |
| ATP Tour 500 (0)         |
| ATP Tour 250 (2)         |

| Titoli per superficie |
| Cemento (2)           |
| Terra rossa (0)       |
| Erba (0)              |
| Sintetico (0)         |

| N. | Data           | Torneo                          | Superficie | Avversari in Finale | Punteggio   |
| 1. | 3 marzo 2013   | Delray Beach Open, Delray Beach | Cemento    | Ernests Gulbis      | 6(3)–7, 3–6 |
| 2. | 5 gennaio 2014 | Chennai Open, Chennai           | Cemento    | Stan Wawrinka       | 5–7, 2–6    |

### Doppio

#### Vittorie (28)
| Legenda                  |
| Grande Slam (1)          |
| ATP Finals (0)           |
| ATP Tour Master 1000 (3) |
| ATP Tour 500 (5)         |
| ATP Tour 250 (19)        |

| Titoli per superficie |
| Cemento (25)          |
| Terra rossa (2)       |
| Erba (1)              |
| Sintetico (0)         |

| N.  | Data              | Torneo                                     | Superficie  | Compagno          | Avversari in Finale                 | Punteggio              |
| 1.  | 5 febbraio 2012   | Open Sud de France, Montpellier (1)        | Cemento (i) | Nicolas Mahut     | Paul Hanley Jamie Murray            | 6–4, 7–6(4)            |
| 2.  | 26 febbraio 2012  | Open 13, Marsiglia (1)                     | Cemento (i) | Nicolas Mahut     | Dustin Brown Jo-Wilfried Tsonga     | 3–6, 6–3, [10–6]       |
| 3.  | 23 settembre 2012 | Open de Moselle, Metz (1)                  | Cemento (i) | Nicolas Mahut     | Johan Brunström Frederik Nielsen    | 7–6(3), 6–4            |
| 4.  | 14 luglio 2013    | Hall of Fame Tennis Championships, Newport | Erba        | Nicolas Mahut     | Tim Smyczek Rhyne Williams          | 6(4)–7, 6–2, [10–5]    |
| 5.  | 28 luglio 2013    | Atlanta Open, Atlanta                      | Cemento     | Igor Sijsling     | Colin Fleming Jonathan Marray       | 7–6(6), 6–3            |
| 6.  | 6 ottobre 2013    | Japan Open Tennis Championships, Tokyo (1) | Cemento     | Rohan Bopanna     | Jamie Murray John Peers             | 7–6(5), 6–4            |
| 7.  | 23 febbraio 2014  | Open 13, Marsiglia (2)                     | Cemento (i) | Julien Benneteau  | Paul Hanley Jonathan Marray         | 4–6, 7–6(6), [13–11]   |
| 8.  | 7 giugno 2014     | Open di Francia, Parigi                    | Terra rossa | Julien Benneteau  | Marcel Granollers Marc López        | 6–3, 7–6(1)            |
| 9.  | 26 luglio 2015    | Colombia Open, Bogotà                      | Cemento     | Radek Štěpánek    | Mate Pavić Michael Venus            | 7–5, 6–3               |
| 10. | 23 agosto 2015    | Cincinnati Open, Cincinnati                | Cemento     | Daniel Nestor     | Marcin Matkowski Nenad Zimonjić     | 6–2, 6–2               |
| 11. | 27 settembre 2015 | Open de Moselle, Metz (2)                  | Cemento (i) | Łukasz Kubot      | Nicolas Mahut Pierre-Hugues Herbert | 2–6, 6–3, [10–7]       |
| 12. | 24 luglio 2016    | Washington Open, Washington                | Cemento     | Daniel Nestor     | Łukasz Kubot Alexander Peya         | 7–6(3), 7–6(4)         |
| 13. | 23 ottobre 2016   | European Open, Anversa (1)                 | Cemento (i) | Daniel Nestor     | Pierre-Hugues Herbert Nicolas Mahut | 6–4, 6–4               |
| 14. | 24 settembre 2017 | Open de Moselle, Metz (3)                  | Cemento (i) | Julien Benneteau  | Wesley Koolhof Artem Sitak          | 7–5, 6–3               |
| 15. | 23 settembre 2018 | Open de Moselle, Metz (4)                  | Cemento (i) | Nicolas Mahut     | Ken Skupski Neal Skupski            | 6–1, 7–5               |
| 16. | 21 ottobre 2018   | European Open, Anversa (2)                 | Cemento (i) | Nicolas Mahut     | Marcelo Demoliner Santiago González | 6–4, 7–5               |
| 17. | 10 febbraio 2019  | Open Sud de France, Montpellier (2)        | Cemento (i) | Ivan Dodig        | Benjamin Bonzi Antoine Hoang        | 6–4, 6–3               |
| 18. | 25 maggio 2019    | Open Parc Auvergne-Rhône-Alpes Lyon, Lione | Terra rossa | Ivan Dodig        | Ken Skupski Neal Skupski            | 6–4, 6–3               |
| 19. | 6 ottobre 2019    | Japan Open Tennis Championships, Tokyo (2) | Cemento     | Nicolas Mahut     | Nikola Mektić Franko Škugor         | 7–6(7), 6–4            |
| 20. | 20 ottobre 2019   | Stockholm Open, Stoccolma                  | Cemento (i) | Henri Kontinen    | Mate Pavić Bruno Soares             | 6–4, 6–2               |
| 21. | 18 ottobre 2020   | St. Petersburg Open, San Pietroburgo       | Cemento (i) | Jürgen Melzer     | Marcelo Demoliner Matwé Middelkoop  | 6–2, 7–6(4)            |
| 22. | 28 febbraio 2021  | Open Sud de France, Montpellier (3)        | Cemento (i) | Henri Kontinen    | Jonathan Erlich Andrėj Vasileŭski   | 6–2, 7–5               |
| 23. | 16 ottobre 2022   | Firenze Open, Firenze                      | Cemento (i) | Nicolas Mahut     | Ivan Dodig Austin Krajicek          | 7–6(3), 6–3            |
| 24. | 25 febbraio 2023  | Open 13, Marsiglia (3)                     | Cemento (i) | Santiago González | Nicolas Mahut Fabrice Martin        | 4–6, 7–6(4), [10–7]    |
| 25. | 1º aprile 2023    | Miami Open                                 | Cemento     | Santiago González | Nicolas Mahut Austin Krajicek       | 7–6(4), 7–5            |
| 26. | 5 agosto 2023     | Los Cabos Open, Los Cabos                  | Cemento     | Santiago González | Andrew Harris Dominik Koepfer       | 6–4, 7–5               |
| 27. | 29 ottobre 2023   | Swiss Indoors, Basilea                     | Cemento (i) | Santiago González | Hugo Nys Jan Zieliński              | 6(8)–7, 7–6(3), [10–1] |
| 28. | 5 novembre 2023   | Paris Masters, Parigi                      | Cemento     | Santiago González | Rohan Bopanna Matthew Ebden         | 6-2, 5-7, [10-7]       |

#### Finali perse (19)
| Legenda                  |
| Grande Slam (2)          |
| ATP Finals (1)           |
| ATP Tour Master 1000 (4) |
| ATP Tour 500 (7)         |
| ATP Tour 250 (5)         |

| Finali perse per superficie |
| Cemento (12)                |
| Terra rossa (3)             |
| Erba (3)                    |
| Sintetico (0)               |

| N.  | Data              | Torneo                             | Superficie  | Compagno          | Avversari in Finale                 | Punteggio                           |
| 1.  | 20 luglio 2013    | Colombia Open, Bogotà              | Cemento     | Igor Sijsling     | Purav Raja Divij Sharan             | 6(4)–7, 6(3)–7                      |
| 2.  | 12 ottobre 2014   | Shanghai Masters, Shanghai         | Cemento     | Julien Benneteau  | Bob Bryan Mike Bryan                | 3–6, 6(3)–7                         |
| 3.  | 16 agosto 2015    | Canadian Open, Montréal            | Cemento     | Daniel Nestor     | Bob Bryan Mike Bryan                | 6(5)–7, 6–3, [6–10]                 |
| 4.  | 11 ottobre 2015   | China Open, Pechino                | Cemento     | Daniel Nestor     | Vasek Pospisil Jack Sock            | 6–3, 3–6, [6–10]                    |
| 5.  | 9 luglio 2016     | Torneo di Wimbledon, Londra        | Erba        | Julien Benneteau  | Pierre-Hugues Herbert Nicolas Mahut | 4–6, 6(1)–7, 3–6                    |
| 6.  | 14 maggio 2017    | Madrid Open, Madrid                | Terra rossa | Nicolas Mahut     | Łukasz Kubot Marcelo Melo           | 5–7, 3–6                            |
| 7.  | 25 giugno 2017    | Queen's Club Championships, Londra | Erba        | Julien Benneteau  | Jamie Murray Bruno Soares           | 2–6, 3–6                            |
| 8.  | 29 ottobre 2017   | Swiss Indoors, Basilea             | Cemento (i) | Fabrice Martin    | Ivan Dodig Marcel Granollers        | 5–7, 6(6)–7                         |
| 9.  | 14 aprile 2018    | Grand Prix Hassan II, Marrakech    | Terra rossa | Benoît Paire      | Nikola Mektić Alexander Peya        | 5–7, 6–3, [7–10]                    |
| 10. | 5 agosto 2018     | Washington Open, Washington        | Cemento     | Mike Bryan        | Jamie Murray Bruno Soares           | 6–3, 3–6, [4–10]                    |
| 11. | 24 ottobre 2018   | Vienna Open, Vienna                | Cemento (i) | Mike Bryan        | Neal Skupski Joe Salisbury          | 6(5)–7, 3–6                         |
| 12. | 13 luglio 2019    | Torneo di Wimbledon, Londra (2)    | Erba        | Nicolas Mahut     | Juan Sebastián Cabal Robert Farah   | 7–6(5), 6(5)–7, 6(6)–7, 7–6(5), 3–6 |
| 13. | 22 settembre 2019 | Open de Moselle, Metz              | Cemento (i) | Nicolas Mahut     | Robert Lindstedt Jan-Lennard Struff | 6–2, 6(1)–7, [4–10]                 |
| 14. | 13 novembre 2020  | Sofia Open, Sofia                  | Cemento (i) | Jürgen Melzer     | Jamie Murray Neal Skupski           | Walkover                            |
| 15. | 22 novembre 2020  | ATP Finals, Londra                 | Cemento (i) | Jürgen Melzer     | Wesley Koolhof Nikola Mektić        | 2–6, 6–3, [5–10]                    |
| 16. | 20 marzo 2022     | Indian Wells Open, Indian Wells    | Cemento     | Santiago González | Jack Sock John Isner                | 6(4)–7, 3–6                         |
| 17. | 30 ottobre 2022   | Swiss Indoors, Basilea (2)         | Cemento (i) | Nicolas Mahut     | Ivan Dodig Austin Krajicek          | 4–6, 6(5)–7                         |
| 18. | 21 luglio 2024    | Hamburg European Open, Amburgo     | Terra rossa | Fabien Reboul     | Kevin Krawietz Tim Pütz             | 6(8)–7, 2–6                         |
| 19. | 5 aprile 2025     | Grand Prix Hassan II, Marrakech    | Terra rossa | Hugo Nys          | Patrik Rikl Petr Nouza              | 3-6, 4-6                            |

### Doppio misto

#### Vittorie (1)
| Australian Open (0)     |
| Open di Francia (1)     |
| Torneo di Wimbledon (0) |
| US Open (0)             |
| Ori Olimpici (0)        |
| ATP Masters 1000 (0)    |

| N. | Data          | Torneo                  | Superficie  | Compagna        | Avversari in finale           | Punteggio |
| 1. | 6 giugno 2024 | Open di Francia, Parigi | Terra rossa | Laura Siegemund | Desirae Krawczyk Neal Skupski | 6–4, 7–5  |

#### Finali perse (2)
| Australian Open (0)     |
| Open di Francia (0)     |
| Torneo di Wimbledon (0) |
| US Open (1)             |
| Argenti Olimpici (0)    |
| ATP Masters 1000 (1)    |

| N. | Data              | Torneo                          | Superficie | Compagna         | Avversari in finale         | Punteggio        |
| 1. | 10 settembre 2022 | US Open, New York               | Cemento    | Kirsten Flipkens | Storm Sanders John Peers    | 6–4, 4–6, [7–10] |
| 2. | 14 marzo 2024     | Indian Wells Open, Indian Wells | Cemento    | Caroline Garcia  | Storm Sanders Matthew Ebden | 3–6, 3–6         |

## Risultati in progressione
| Sigla | Risultato               |
| ----- | ----------------------- |
| V     | Vincitore               |
| F     | Finalista               |
| SF    | Semifinalista           |
| O     | Oro olimpico            |
| A     | Argento olimpico        |
| SF    | Bronzo olimpico         |
| QF    | Quarti di Finale        |
| 4T    | Quarto turno            |
| 3T    | Terzo turno             |
| 2T    | Secondo turno           |
| 1T    | Primo turno             |
| RR    | Round Robin             |
| LQ    | Turno di qualificazione |
| A     | Assente                 |
| ND    | Non disputato           |

| Legenda superfici    |
| -------------------- |
| Cemento              |
| Terra battuta        |
| Erba                 |
| Superficie variabile |

### Singolare
| Tornei Grande Slam |     |     |               |               |               |     |               |               |               |     |               |               |               |     |     |       |
| Australian Open    | A   | A   | A             | A             | Q1            | 1T  | Q1            | Q3            | Q1            | 2T  | 2T            | 3T            | 2T            | Q3  | A   | 5–5   |
| Roland Garros      | A   | A   | A             | A             | 3T            | Q1  | Q2            | 2T            | 1T            | 2T  | 2T            | 1T            | 1T            | A   | A   | 5–7   |
| Wimbledon          | A   | A   | A             | A             | 3T            | 1T  | 1T            | Q2            | 1T            | 1T  | 1T            | 2T            | Q3            | 2T  | A   | 4–8   |
| US Open            | A   | A   | A             | A             | 1T            | Q2  | Q1            | Q1            | 1T            | 1T  | 2T            | 1T            | Q1            | Q1  | A   | 1–5   |
| Vittorie–Sconfitte | 0–0 | 0–0 | 0–0           | 0–0           | 4–3           | 0–2 | 0–1           | 1–1           | 0–3           | 2–4 | 3–4           | 3–4           | 1–2           | 1–1 | 0–0 | 15–25 |
| Giochi Olimpici    |     |     |               |               |               |     |               |               |               |     |               |               |               |     |     |       |
| Giochi Olimpici    | ND  | A   | Non disputati | Non disputati | Non disputati | A   | Non disputati | Non disputati | Non disputati | A   | Non disputati | Non disputati | Non disputati | A   | ND  | 0–0   |
| Vittorie–Sconfitte | ND  | 0–0 | Non disputati | Non disputati | Non disputati | 0–0 | Non disputati | Non disputati | Non disputati | 0–0 | Non disputati | Non disputati | Non disputati | 0–0 | ND  | 0–0   |

### Doppio
| Tornei Grande Slam  |     |     |               |               |               |     |               |               |               |     |               |               |               |     |               |               |               |               |     |               |               |       |
| Australian Open     | A   | A   | A             | A             | A             | 2T  | A             | A             | 1T            | A   | 3T            | 3T            | QF            | 1T  | 2T            | 3T            | 2T            | 2T            | 1T  | 1T            | 2T            | 14–13 |
| Roland Garros       | 1T  | 2T  | 2T            | A             | 1T            | 1T  | 1T            | 2T            | 1T            | 2T  | 2T            | V             | 3T            | QF  | 2T            | QF            | 1T            | 3T            | 1T  | 2T            | 3T            | 25–19 |
| Wimbledon           | A   | A   | A             | A             | A             | A   | A             | A             | A             | QF  | SF            | QF            | 2T            | F   | 2T            | 2T            | F             | ND            | 2T  | QF            | 3T            | 28–11 |
| US Open             | A   | A   | A             | A             | 1T            | A   | A             | A             | A             | 2T  | 3T            | 1T            | 3T            | 1T  | QF            | QF            | 2T            | 1T            | A   | 1T            | 3T            | 14–12 |
| Vittorie–Sconfitte  | 0–1 | 1–1 | 1–1           | 0–0           | 0–2           | 1–2 | 0–1           | 1–1           | 0–2           | 5–3 | 9–4           | 11–3          | 8–4           | 8–4 | 6–4           | 9–4           | 7–4           | 3–3           | 1–3 | 3–4           | 7–4           | 81–55 |
| Torneo di Fine Anno |     |     |               |               |               |     |               |               |               |     |               |               |               |     |               |               |               |               |     |               |               |       |
| ATP Finals          | A   | A   | A             | A             | A             | A   | A             | A             | A             | A   | A             | SF            | A             | A   | A             | A             | A             | F             | A   | A             | SF            | 7–6   |
| Vittorie–Sconfitte  | 0–0 | 0–0 | 0–0           | 0–0           | 0–0           | 0–0 | 0–0           | 0–0           | 0–0           | 0–0 | 0–0           | 2–2           | 0–0           | 0–0 | 0–0           | 0–0           | 0–0           | 3–2           | 0–0 | 0–0           | 2–2           | 7–6   |
| Giochi Olimpici     |     |     |               |               |               |     |               |               |               |     |               |               |               |     |               |               |               |               |     |               |               |       |
| Giochi Olimpici     | ND  | A   | Non disputati | Non disputati | Non disputati | A   | Non disputati | Non disputati | Non disputati | A   | Non disputati | Non disputati | Non disputati | A   | Non disputati | Non disputati | Non disputati | Non disputati | A   | Non disputati | Non disputati | 0–0   |
| Vittorie–Sconfitte  | ND  | 0–0 | Non disputati | Non disputati | Non disputati | 0–0 | Non disputati | Non disputati | Non disputati | 0–0 | Non disputati | Non disputati | Non disputati | 0–0 | Non disputati | Non disputati | Non disputati | Non disputati | 0–0 | Non disputati | Non disputati | 0–0   |

### Doppio misto
| Tornei Grande Slam |               |               |               |               |               |               |               |               |               |     |               |               |               |     |               |               |               |               |     |               |               |       |
| Australian Open    | A             | A             | A             | A             | A             | A             | A             | A             | A             | A   | A             | A             | A             | A   | 1T            | QF            | 2T            | 2T            | A   | A             | 1T            | 4–5   |
| Roland Garros      | A             | A             | A             | A             | A             | 1T            | A             | A             | A             | 2T  | 1T            | 1T            | 1T            | SF  | SF            | 2T            | 2T            | ND            | 1T  | A             | 1T            | 9–10  |
| Wimbledon          | A             | A             | A             | A             | A             | A             | A             | A             | A             | A   | A             | A             | 2T            | A   | 2T            | 3T            | 3T            | ND            | QF  | QF            | 3T            | 6–7   |
| US Open            | A             | A             | A             | A             | A             | A             | A             | A             | A             | A   | 2T            | A             | A             | A   | 1T            | QF            | 2T            | ND            | A   | F             | A             | 8–5   |
| Vittorie–Sconfitte | 0–0           | 0–0           | 0–0           | 0–0           | 0–0           | 0–1           | 0–0           | 0–0           | 0–0           | 1–1 | 1–2           | 0–1           | 1–2           | 3–1 | 3–4           | 6–4           | 4–4           | 1–1           | 1–2 | 6–2           | 0–3           | 27–28 |
| Giochi Olimpici    |               |               |               |               |               |               |               |               |               |     |               |               |               |     |               |               |               |               |     |               |               |       |
| Giochi Olimpici    | Non disputati | Non disputati | Non disputati | Non disputati | Non disputati | Non disputati | Non disputati | Non disputati | Non disputati | A   | Non disputati | Non disputati | Non disputati | A   | Non disputati | Non disputati | Non disputati | Non disputati | A   | Non disputati | Non disputati | 0–0   |
| Vittorie–Sconfitte | Non disputati | Non disputati | Non disputati | Non disputati | Non disputati | Non disputati | Non disputati | Non disputati | Non disputati | 0–0 | Non disputati | Non disputati | Non disputati | 0–0 | Non disputati | Non disputati | Non disputati | Non disputati | 0–0 | Non disputati | Non disputati | 0–0   |